# Virum-Sorgenfri Håndboldklub
Virum-Sorgenfri Håndboldklub var en håndboldklub hjemmehørende i Virum, nord for København, med hjemmebane i Virumhallerne. Klubben blev stiftet i 1941 under navnet Virum Gymnastikforening, men skiftede pga. håndboldens dominans i klubben navn – først til Virum Håndboldklub, senere til Virum-Sorgenfri Håndboldklub.Klubben gik konkurs 2002, men umiddelbart efter stiftedes VSH 2002, der samlede op på ungdomshold mv. fra den gamle klub.
Klubbens herrer rykkede første gang op i den bedste række, som dengang hed 1. division, i 1973. Klubben vandt sine første seniormedaljer i 1984/85, hvor herreholdet vandt bronze. Klubbens eneste seniordanmarksmesterskab kom i 1996/97 i en sæson, hvor herreholdet også nåede finalen i EHF Cup, hvor de dog tabte til SG Flensburg-Handewitt.
Klubben blev i høj grad båret af ungdomsarbejdet og flere landsholdsspillere er vokset op i klubben.

## Konkursen og følgerne
Virum-Sorgenfri Håndboldklub fik i sæsonen 2001/02 økonomiske problemer, bl.a. som følge af et lovet sponsorat fra Lyngby-Taarbæk Kommune, som ikke gik igennem. Det betød, at pengekassen var tom, da man i foråret 2002 skulle underskrive kontrakter med spillere og trænere. Da klubben ikke kunne udbetale løn til spillerne, fik de erklæret klubben konkurs, og Lønmodtagernes Garantifond (LG) gik ind og dækkede de manglende lønudbetalinger.
Efterfølgende krævede LG og SKAT, at bestyrelsesmedlemmerne i den konkursramte klub skulle dække et tilgodehavende på 871.492 kr. fra konkursboet, hvilket førte til en langvarig retssag. Konkursboets påstand var, at bestyrelsen ikke burde have godkendt kontrakter, når de vidste, at der ikke var penge i kassen. Omvendt mente bestyrelsen og dens advokater ikke, at der var tale om godkendte kontrakter, idet ingen af dem havde de nødvendige underskrifter fra både klubbens formand, kasserer og Dansk Håndbold, og at LG derfor ikke burde have udbetalt pengene.
Byretten i Lyngby afgjorde den 11. januar 2007, at de ni tidligere bestyrelsesmedlemmer var erstatningspligtige i forhold til to trænerkontrakter, et beløb på flere hundrede tusinde kroner. Byrettens dom blev senere anket til Østre Landsret.
Danmarks Idræts-Forbund støttede de frivillige ledere med advokatbistand, da man mente, at der var tale om en principiel sag. Bl.a. pegede DIF på, at der er forskel på frivillige ledere i en idrætsforening og en professionel bestyrelse i en virksomhed, hvilket der ifølge dem ikke var taget hensyn til i byrettens dom.

### Ulrik Wilbek støtter frivillige
Den 7. februar 2008 annoncerede herrelandsholdstræner Ulrik Wilbek, som netop var kommet hjem med EM-guld, at han ville starte en indsamling til de frivillige ledere, hvis de efter anken igen blev dømt til at betale. Han frygtede konsekvenserne, hvis de blev dømt til at betale. "Det vil ramme håndbolden på den måde, at en lang række bestyrelsesmedlemmer eller kommende, potentielle bestyrelsesmedlemmer ville trække sig. Så vil der ikke være nogen til at tage ansvaret, og så risikerer man at tingene langsomt falder fra hinanden," sagde han bl.a. til DR Sporten.
Ulrik Wilbek spillede selv i Virum-Sorgenfri Håndboldklub, før han måtte stoppe karrieren pga. en skade og blev derefter træner for herreholdet i årene 1985-1988.

### Frivillige frikendt i landsretten
Østre Landsret omgjorde den 18. august 2010 Byretten i Lyngbys beslutning og frikendte de ni tidligere bestyrelsesmedlemmer fra at skulle betale erstatning.

## Resultater
Klubbens herrehold har opnået følgende resultater:

### DM
- DM-Guld (1 stk.): 1996/97
- DM-Sølv (2 stk.): 1995/96, 1999/00
- DM-Bronze (3 stk.): 1984/85, 1991/92, 1997/1998.

### Landspokalturnering
- Guld (1 stk.): 1988.

### Europæiske turneringer
- Sølv i EHF Cup 1996/97.

## Tidligere spillere
- Irving Larsen
- Klavs Bruun Jørgensen
- Peter Bruun Jørgensen
- Sisse Bruun Jørgensen
- Rikke Hørlykke
- Camilla Andersen
- Charlotte Andersen
- Kristian Andersen
- Camilla Høgh Andersen
- Søren Herskind
- Lars Jørgensen
- Lars Rasmussen
- Ian Marko Fog
- Ulrik Wilbek
- Peter Henriksen
- Peter Nørklit
- Kim Keller
- Marianne Florman
- Thomas Sande
- Hans Henrik Hattesen
- Mikkel Aagaard
- Mikkel Hansen
- Kasper Jørgensen
- Jannick Secher
- Martin Bager
- Michael Hoffmann
- Tommy Gernot
- Michael Riis
- Jeppe Haugaard
- Jeppe Sigfusson
- Karsten Nørsøller
- Mads Storgaard
- Jerome Cazal
- Lars Krogh Jeppesen
- Lars Thomsen
- Tom Høgh Andersen
- Otto Mertz
- Jan Eiberg Jørgensen
- Jørgen Sauer

## Tidligere trænere
- Gert Andersen
- Ulrik Wilbek
- Flemming Oliver Jensen
- Brian Lyngholm
- Morten Soubak